# Cañada de Espina
Cañada de Espina är en ort i Mexiko.   Den ligger i kommunen Santa María Peñoles och delstaten Oaxaca, i den sydöstra delen av landet, 400 km sydost om huvudstaden Mexico City. Cañada de Espina ligger 2 085 meter över havet och antalet invånare är 111.
Terrängen runt Cañada de Espina är huvudsakligen kuperad, men söderut är den bergig. Runt Cañada de Espina är det ganska glesbefolkat, med 29 invånare per kvadratkilometer. Närmaste större samhälle är San Miguel Peras, 5,3 km sydost om Cañada de Espina. I omgivningarna runt Cañada de Espina växer i huvudsak blandskog.